# История на Перник

## Създаване
Първите сведения за поселищен живот в региона са от ранния неолит – 6000 г. пр.н.е. През VII век в тези земи се заселват славяните, с името на чийто бог Перун се свързва името на града (въпреки че в пернишко „Перяник“ се е употребявало за шаферите, които носят байрака по време на сватбената процесия, а в трънско за тези, които носят перо в шапките си като символ на отличие). Точният произход на думата Перник е доказан от археолога Васил Миков, според който Перник идва от Перун с добавен суфикс -ик. Първото писмено споменаване на града се среща в житието на Иван Рилски („Безименната легенда за Св. Иван Рилски“).
В пределите на Българската държава селището е от началото на IX век – през 809 година по времето на хан Крум. Между хан Омуртаг и Византийската империя бил подписан мирен договор през 815 г., според който земите около Перник били включени в територията на България. Поради стратегическото им положение – оттук минавал пътя между Тракия и Мизия – в тези земи били построени множество крепости, а след покръстването започнало изграждането на църкви и манастири. По това време от малко селище възникнал укрепеният град Перник.
В началото на XI век местното население оказало решителна съпротива на византийските завоеватели. В тази борба особено се проявил Кракра войвода, владетел на Перник и още 35 крепости в района на горна Струма. Главната крепост на Кракра била върху високото плато, подпряло селището от югозапад. На два пъти – през 1004 и 1016 г. византийските войски, начело с Василий II Българоубиец обсаждали пернишката крепост, но понасяли големи загуби и били принуждавани да се оттеглят. Едва след като Василий II покорил всички български земи Кракра бил принуден да прекрати съпротивата (1018 г.).

## Кракра Пернишки
По време на византийското владичество до земите около Перник достигали набезите на нормани, узи, кумани и печенеги, а в края на XII век през тях преминала една от колоните на III кръстоносен поход на Фридрих I Барбароса.
В пределите на Втората българска държава Перник е от 1204 (по времето на Калоян, когато България се разширява значително). През XIII и XIV век продължило строителството на църкви, манастири и други сгради, като особен напредък бележи църковната живопис – стенописите на Земенския манастир.
С падането на България под османско владичество Перник загубва много от значението на крайгранично селище и крепост. Въпреки това с усилен труд и благодарение на това, че околностите не са населявани продължително време от турци, населението съумява да изгради едно скромно благосъстояние. Особено е развито скотовъдството (при двете си нападения над Перник през 1690 г., граф Шенкендорф успява да отнеме над 7000 !! глави добитък). При разпадането на Турската империя две бедствия минават през Перник – кърджалийски банди и чума, които принуждават населението да се изтегли в планините.
Непосредствено след Освобождението през 1878 година Перник е село с разпръснати махали, наброяващи около 1000 жители.
Възходът на града започва с разработването на богатите каменовъглени запаси в неговата околия.
От 1891 тези залежи интензивно се разработват и Перник става център на каменовъгленото производство в Царство България – тук се добиват 75 – 95 % от въглищата. През 1893 г. е открита жп линията София-Перник. През 1895 г. е построена първата в България сепарация за въглища, а през 1933 г.- първата брикетна фабрика.

## В началото на 20 век
След Първата световна война в Перник се изграждат редица предприятия – металодобивното „Железни заводи“, стъкларската фабрика „Кристал“, керамичната фабрика „Каменина“, две топлоелектрически централи, завод „Пектин“, дузина мелници, маслобойна и др. През 1929 година Перник е обявен за град. Притокът на работна ръка към града води до бързо увеличаване на неговото население – 30 000 през 1944 г., 108 000 през 1995 г.

## Най-нова история
Най-новата история на Перник започва през 20 век с разработката на богатите въглищни залежи в района. Според някои учени въглищата са известни още от 10 – 11 век. Преди да започне промишлената им експлоатация, местното население ги копае с кирки и лопати и пренася с каруци и колички „чернийо камък“.
Бързото развитие на Перник е свързано с големите доставки на въглища за столицата, предназначени за битови нужди и за железопътния транспорт. Дотогава за железниците, речните и морските кораби се доставят въглища чак от Кардиф, Великобритания.
С построяването на първите миньорски селища (днес квартали „Тева“, „Изток“, „Студена“ на града) по терасите на река Струма се слага началото на рударското селище Перник. Няколко десетилетия той е енергийното сърце на България.
След Първата Световна война в Перник се изграждат редица предприятия – металодобивното „Железни заводи“, стъкларската фабрика „Кристал“, керамичната фабрика „Каменина“, две топлоелектрически централи, завод „Пектин“, дузина мелници, маслобойна и др. През 1929 година Перник е обявен за град. Притокът на работна ръка към града води до бързо увеличаване на неговото население – 30 000 през 1944 г., 108 000 през 1995 г.
В икономиката на района са застъпени почти всички отрасли на производството, като водеща роля имат въгледобивът и черната металургия, производството на електро- и топлоенергия, машиностроителната и металообработваща промишленост.
На територията на Перник са създадени редица промишлени предприятия: „Стомана-Индъстри“ АД, „Мини Перник“ АД, „Струма“ ООД, „Инкомс токоизправители“ АД, „Феромагнити“ ЕАД, „Тежко машиностроене“ ООД и др.
В града се намира единственият на Балканите завод за производство на пектин на прах – „Пектин“ ЕАД.
Частният сектор през последните 2 – 3 години разширява дейността си като се преориентира към производтвото на промишлени изделия.
В Перник са създадени редица културни институти като: Общински комплекс „Дворец на Култура“, Драматичен театър „Боян Дановски“, Универсална научна библиотека „Св. Минков“, Исторически Музей, Камерен оркестър „Орфей“, и др.
Днес училищата в общината са 34, в тях работят 1466 преподаватели и се обучават 13 978 ученици. Основните училища са 19, средните – 15, от които 8 гимназии, 6 професионални гимназии, 1 СПТУ.
Перник разполага с 1250 болнични легла, 17 поликлиники и 5 детски заведения с 224 легла. На територията на общината има 15 детски градини, Дом Майка и Дете и 8 заведения за социални грижи.
Традиция е ежегодното провеждане на Майски и Ноемврийски музикални дни. Изключително атрактивен е международният фестивал на маскарадните игри „Сурва“. Фестивалът се организира от Община Перник от 1966 година. Това е първият фестивал на маскарадните игри в България. От 1985 година има статут на международен. Той се првежда всяка година през последната седмица на януари. В него участват над 6000 души от страната и чужбина.